# Gare d'Heugnes
La gare d'Heugnes est une gare ferroviaire française, de la ligne de Salbris au Blanc, située sur le territoire de la commune d'Heugnes, dans le département de l'Indre, en région Centre-Val de Loire.
C'est une gare de la Société pour l’Animation du Blanc Argent (SABA) desservie par la ligne touristique  Train du Bas-Berry.

## Situation ferroviaire
Établie à 150 m d'altitude, la gare d'Heugnes est située au point kilométrique (PK) 263,000 de la ligne de Salbris au Blanc, entre les gares d'Écueillé et de Pellevoisin.

## Histoire
La gare d'Heugnes est construite dans le style « Blanc-Argent », avec un bâtiment voyageur et une halle accolée. Sa mise en service intervient probablement vers 1902, peu après la livraison de l'infrastructure de la ligne, entre la gare d'Écueillé et la gare du Blanc, le 17 novembre 1902.
Elle est fermée au service voyageurs avec le passage du dernier autorail, le 26 septembre 1980, sur la section Luçay-le-Mâle à Buzançais. Cette même section étant fermée au service marchandises, le 31 décembre 1988.
Du fait de l'existence d'un projet d'exploitation touristique, l'ensemble de la ligne entre Luçay-le-Mâle et Argy fait l’objet d’une inscription au titre des monuments historiques, depuis le 18 janvier 1993.
En ce qui concerne la gare d'Heugnes plus spécifiquement, cette inscription partielle concerne : 
- les éléments extérieurs du bâtiment voyageur ;
- la halle à marchandises accolée ;
- le quai ;
- une lampisterie ;
- un puits ;
- les éléments du passage à niveau sur la départementale 33, PN 157 (les deux barrières, les portillons et le treuil de manœuvre).

En 1995, les emprises sont achetées par un syndicat intercommunal, et l'exploitation ferroviaire reprend dix années plus tard, en 2005.
Depuis 2005, la gare est de nouveau intégrée dans une ligne de chemin de fer en activité, elle devient une des gares de la ligne du Train du Bas-Berry.

## Service des voyageurs

### Accueil
Elle est équipée d'un quai latéral encadrant une voie.

### Desserte
Heugnes est uniquement desservie en saison estivale, par la ligne touristique du Train du Bas-Berry.

Installations
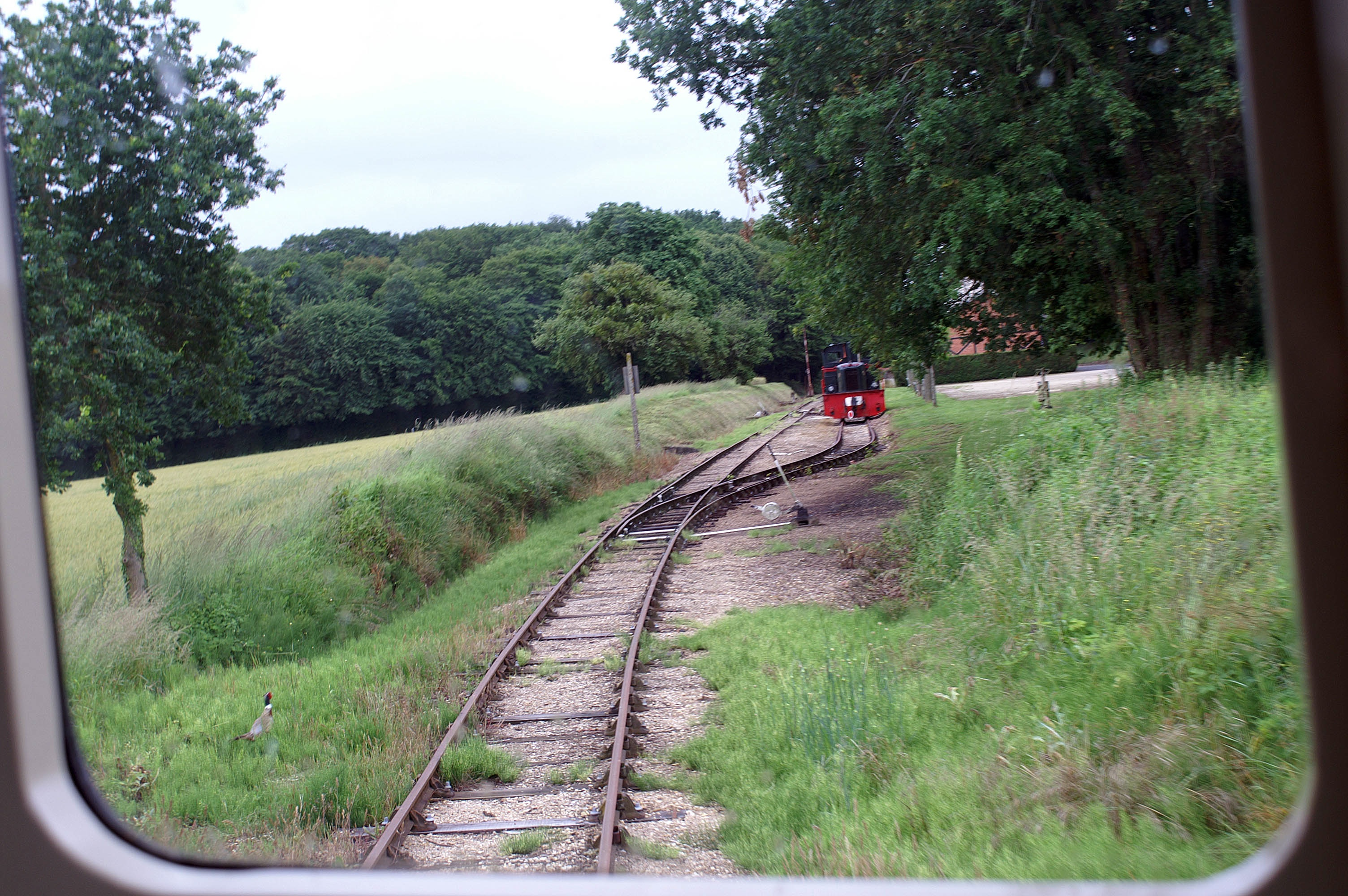
L'aiguille avant la gare en 2010.
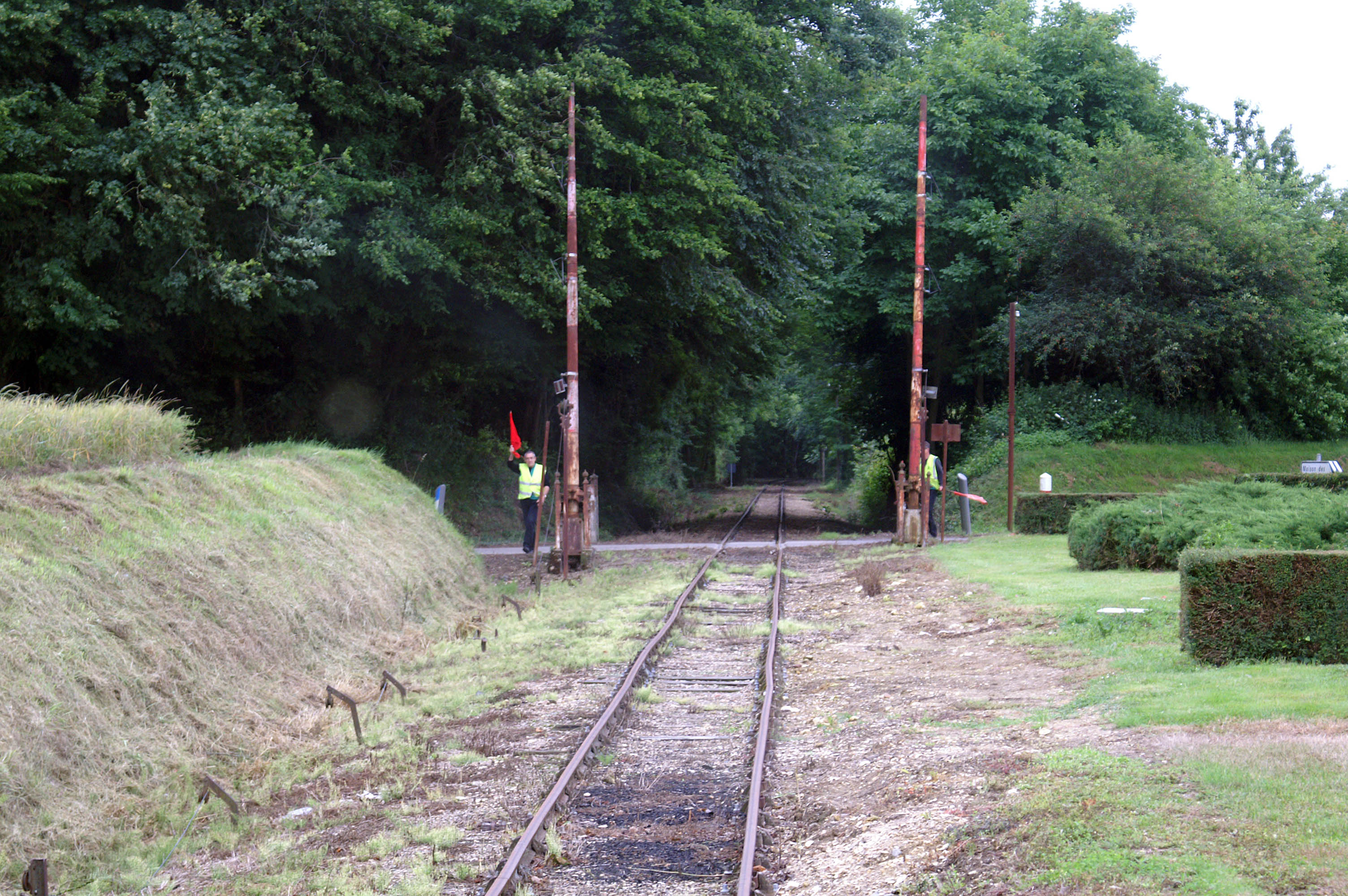
Le passage à niveau après la gare en 2010.